# Catafalc

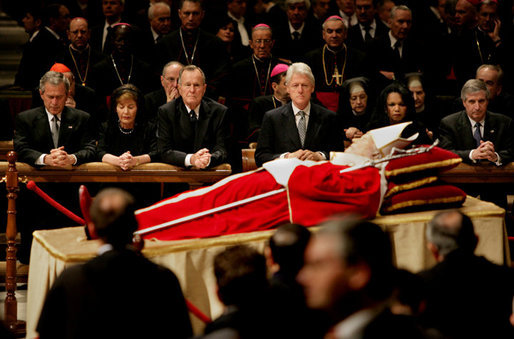
Papa Ioan Paul al II-lea pe catafalc în Bazilica Sfântul Petru din Roma

Un catafalc este un postament pe care se odihnește cadavrul sau coșciugul unei persoane decedate înainte de înmormântare sau cu care se transportă către mormânt.
În tradiția creștină, catafalcul este adesea așezat în nava centrală a bisericii, cu lumânări de jur împrejur. De obicei este construit din lemn, dar poate fi și din alte materiale. În antichitate, se folosea o placă de lemn pe care decedatul era poziționat direct sau învelit într-un giulgiu. În timpurile moderne, cadavrul stă în coșciug care poate fi lăsat deschis câteodată. Peste catafalc se așază adesea material textil. Catafalcul este de obicei mai mic decât coșciugul pentru a accentua importanța acestuia din urmă. Ca rezultat, acesta nu este deosebit de stabil și se poate dezechilibra sau răsturna.